# Mary Parent
Mary Parent (n. 1968, SUA) este un producător de film american și fost director de studio. În februarie 2011, ea a co-fondat Disruption Entertainment, o companie cu o afacere de primă vedere la Paramount Pictures.
Ea a fost anterior președinte al grupului mondial de film al Metro-Goldwyn-Mayer.
A fost președinte de producție pentru Universal Studios.
Acolo, ea a fost responsabilă pentru filmele Doi cuscri de coșmar , Supremația lui Bourne , Serenity și altele.
În 2004, Parent și ⁠(d) au fost numiți vicepreședinte al Worldwide Production pentru Universal Pictures.
În 2005, Universal a încheiat un contract de producție cu duo-ul sub șindrila Stuber/Parent Productions. Sub conducerea lui Stuber/Parent, ea a produs filme precum Role Models⁠(d) (2008), Welcome Home Roscoe Jenkins⁠(d) (2008), The Kingdom⁠(d) (2007) și Doar Tu și Eu. Al treilea e în plus (2006). Ea a produs Cercul de foc de Guillermo del Toro , epopeea lui Darren Aronofsky Noe și SpongeBob: Aventuri pe uscat (2015).
Parent a lucrat la New Line Cinema în anii 1990.
| Mary Parent | Mary Parent                       |
| ----------- | --------------------------------- |
| Născut      | 1968 (vârsta 53–54) Statele Unite |
| Ocupație    | Producător de filme               |

În 2008, Parent s-a clasat pe locul 28 pe lista „ 50 de femei de urmărit 2008” a The Wall Street Journal .

## Filmografie
Ea a fost producător în toate filmele, dacă nu se specifică altfel.

### Film
| An   | Film                                          | Credit              | Ref. |
| ---- | --------------------------------------------- | ------------------- | ---- |
| 1996 | Setați-l                                      | Producator executiv |      |
| 1997 | Încercare și eroare                           | Producator executiv |      |
| 1998 | Pleasantville                                 | Producator executiv |      |
| 2006 | Tu, Eu și Dupree                              |                     |      |
| 2007 | Regatul                                       | Producator executiv |      |
| 2008 | Bine ați venit acasă, Roscoe Jenkins          |                     |      |
| 2008 | Modele                                        |                     |      |
| 2013 | Pacific Rim                                   |                     |      |
| 2014 | Noah                                          |                     |      |
| 2014 | Godzilla                                      |                     |      |
| 2015 | Filmul SpongeBob: Burete afară din apă        |                     |      |
| 2015 | Revenantul                                    |                     |      |
| 2016 | Monster Trucks                                |                     |      |
| 2017 | Kong: Insula Craniului                        |                     |      |
| 2017 | Același fel de diferit ca mine                |                     |      |
| 2018 | Pacific Rim: Revolta                          |                     |      |
| 2019 | Detectivul Pikachu                            |                     |      |
| 2019 | Godzilla: Regele Monștrilor                   |                     |      |
| 2020 | Enola Holmes                                  |                     |      |
| 2021 | Godzilla vs. Kong                             |                     |      |
| 2021 | Dună                                          |                     |      |
| 2022 | Bardo, Cronica falsă a unui pumn de adevăruri | Producator executiv |      |
| 2022 | Enola Holmes 2                                |                     |      |
| 2023 | Dune: partea a doua                           |                     |      |
| 2024 | Continuare Godzilla vs. Kong fără titlu       |                     |      |
| TBA  | Beyblade                                      |                     |      |

Manager de producție
| An   | Film            | Rol                               |
| ---- | --------------- | --------------------------------- |
| 1997 | Teren periculos | Executiv responsabil de productie |